# Danh sách cầu thủ tham dự giải vô địch bóng đá trong nhà thế giới 2008
Danh sách các cầu thủ tham dự FIFA Futsal World Cup 2008 tại Brazil, từ 30 tháng 9 tới 19 tháng 10 năm 2008.

## Bảng A

### Brasil
Huấn luyện viên trưởng:  Paulo de Oliveira
| Số | Vt | Cầu thủ    | Ngày sinh (tuổi)     | Số trận | Câu lạc bộ          |
| -- | -- | ---------- | -------------------- | ------- | ------------------- |
| 1  | TM | Rogério    | 20 tháng 9 năm 1973  |         | JEC/Krona/DalPonte  |
| 2  | TM | Tiago      | 9 tháng 3 năm 1981   |         | Malwee Futsal       |
| 3  | TM | Franklin   | 18 tháng 5 năm 1981  |         | Malwee Futsal       |
| 4  | TV | Ari        | 6 tháng 3 năm 1982   |         | Malwee Futsal       |
| 5  | HV | Ciço       | 16 tháng 10 năm 1981 |         | ElPozo Murcia       |
| 6  | TV | Gabriel    | 17 tháng 11 năm 1980 |         | Inter Movistar      |
| 7  | TV | Vinícius   | 31 tháng 12 năm 1977 |         | ElPozo Murcia       |
| 8  | HV | Schumacher | 31 tháng 8 năm 1975  |         | Inter Movistar      |
| 9  | TĐ | Betão      | 2 tháng 9 năm 1978   |         | Inter Movistar      |
| 10 | TĐ | Lenísio    | 23 tháng 10 năm 1976 |         | Malwee Futsal       |
| 11 | TV | Marquinho  | 7 tháng 10 năm 1974  |         | Inter Movistar      |
| 12 | TV | Falcão     | 8 tháng 6 năm 1977   |         | Malwee Futsal       |
| 13 | TĐ | Wilde      | 14 tháng 4 năm 1981  |         | ElPozo Murcia       |
| 14 | HV | Carlinhos  | 26 tháng 8 năm 1981  |         | Lobelle de Santiago |

### Cuba
Huấn luyện viên trưởng:  Elddys Valdes
| Số | Vt | Cầu thủ            | Ngày sinh (tuổi)     | Số trận | Câu lạc bộ          |
| -- | -- | ------------------ | -------------------- | ------- | ------------------- |
| 1  | TM | Wilfredo Carbo     | 1 tháng 12 năm 1969  |         | Ciudad de La Habana |
| 2  | TĐ | Jhonnet Martínez   | 3 tháng 7 năm 1982   |         | Ciudad de La Habana |
| 3  | TV | Yoandy Guevara     | 2 tháng 5 năm 1978   |         | Matanzas            |
| 4  | TV | Yulier Olivera     | 2 tháng 4 năm 1981   |         | Sancti Spíritus     |
| 5  | HV | Eduardo Morales    | 5 tháng 3 năm 1981   |         | Matanzas            |
| 6  | TM | Carlos Madrigal    | 21 tháng 10 năm 1981 |         | Sancti Spíritus     |
| 7  | TV | Yampier Rodríguez  | 18 tháng 5 năm 1977  |         | Pinar del Río       |
| 8  | TĐ | Yosniel Mesa       | 11 tháng 5 năm 1981  |         | Cienfuegos          |
| 9  | HV | Fernando Chapman   | 16 tháng 3 năm 1980  |         | Holguín             |
| 10 | HV | Isven Román        | 3 tháng 9 năm 1983   |         | Ciudad de La Habana |
| 11 | TĐ | Boris Saname       | 2 tháng 6 năm 1974   |         | Ciudad de La Habana |
| 12 | TM | Francis López      | 4 tháng 10 năm 1976  |         | Ciudad de La Habana |
| 13 | TV | Luis Enrique Dumas | 2 tháng 4 năm 1973   |         | Pinar del Río       |
| 14 | TV | Raudel Rodríguez   | 21 tháng 2 năm 1980  |         | Pinar del Río       |

### Nhật Bản
Huấn luyện viên trưởng:  Sergio Sapo
| Số | Vt | Cầu thủ            | Ngày sinh (tuổi)     | Số trận | Câu lạc bộ          |
| -- | -- | ------------------ | -------------------- | ------- | ------------------- |
| 1  | TM | Hisamitsu Kawahara | 24 tháng 11 năm 1978 |         | Bardral Urayasu     |
| 2  | HV | Yoshifumi Maeda    | 25 tháng 4 năm 1977  |         | Nagoya Oceans       |
| 3  | HV | Wataru Kitahara    | 2 tháng 8 năm 1982   |         | Nagoya Oceans       |
| 4  | HV | Yusuke Komiyama    | 22 tháng 12 năm 1979 |         | Bardral Urayasu     |
| 5  | TV | Ricardo Higa       | 4 tháng 5 năm 1973   |         | Deução Kobe         |
| 6  | TV | Nobuya Osodo       | 28 tháng 6 năm 1983  |         | Vasagey Oita        |
| 7  | TV | Yuki Kanayama      | 2 tháng 9 năm 1977   |         | Pescadola Machida   |
| 8  | TV | Kenta Fujii        | 3 tháng 8 năm 1976   |         | Bardral Urayasu     |
| 9  | TĐ | Daisuke Ono        | 25 tháng 1 năm 1980  |         | Bardral Urayasu     |
| 10 | TĐ | Kenichiro Kogure   | 11 tháng 11 năm 1979 |         | Gestesa Guadalajara |
| 11 | TĐ | Kotaro Inaba       | 22 tháng 12 năm 1982 |         | Bardral Urayasu     |
| 12 | TM | Hisao Sasanaga     | 17 tháng 1 năm 1977  |         | Nagoya Oceans       |
| 13 | TĐ | Yusuke Inada       | 2 tháng 8 năm 1977   |         | Bardral Urayasu     |
| 14 | TM | Keisuke Aoyagi     | 22 tháng 1 năm 1986  |         | Vasagey Oita        |

### Nga
Huấn luyện viên trưởng:  Oleg Ivanov
| Số | Vt | Cầu thủ                | Ngày sinh (tuổi)     | Số trận | Câu lạc bộ              |
| -- | -- | ---------------------- | -------------------- | ------- | ----------------------- |
| 1  | TM | Pavel Stepanov         | 4 tháng 10 năm 1974  |         | Dinamo Yamal            |
| 2  | TĐ | Vladislav Shayakhmetov | 25 tháng 8 năm 1981  |         | Dinamo Yamal            |
| 3  | TV | Nikolay Pereverzev     | 15 tháng 12 năm 1986 |         | MFK Tyumen              |
| 4  | TV | Dmitry Prudnikov       | 6 tháng 1 năm 1988   |         | Viz-Sinara Ekaterinburg |
| 5  | HV | Pavel Kobzar           | 23 tháng 3 năm 1980  |         | Dinamo Yamal            |
| 6  | TM | Leonid Klimovskiy      | 22 tháng 3 năm 1983  |         | TTG-Java Yugorsk        |
| 7  | TV | Pula                   | 2 tháng 12 năm 1980  |         | Dinamo Yamal            |
| 8  | TĐ | Marat Azizov           | 20 tháng 12 năm 1985 |         | CSKA Moscow             |
| 9  | HV | Konstantin Dushkevich  | 20 tháng 7 năm 1981  |         | Spartak Shchyolkovo     |
| 10 | HV | Konstantin Maevskiy    | 5 tháng 10 năm 1979  |         | Dinamo Yamal            |
| 11 | TĐ | Sirilo                 | 20 tháng 1 năm 1980  |         | Dinamo Yamal            |
| 12 | TM | Sergey Zuev            | 20 tháng 2 năm 1980  |         | Viz-Sinara Ekaterinburg |
| 13 | TV | Konstantin Agapov      | 18 tháng 10 năm 1986 |         | Viz-Sinara Ekaterinburg |
| 14 | TV | Damir Khamadiev        | 30 tháng 7 năm 1981  |         | Viz-Sinara Ekaterinburg |

### Quần đảo Solomon
Huấn luyện viên trưởng:  Victor Waiia
| Số | Vt | Cầu thủ          | Ngày sinh (tuổi)     | Số trận | Câu lạc bộ |
| -- | -- | ---------------- | -------------------- | ------- | ---------- |
| 1  | TM | Junior Kogua     | 28 tháng 4 năm 1990  |         | Brisocana  |
| 2  | HV | Philip Houtarau  | 9 tháng 11 năm 1986  |         | Brisocana  |
| 3  | TV | Elliot Ragomo    | 28 tháng 5 năm 1990  |         | Brisocana  |
| 4  | TV | Jenan Kapu       | 22 tháng 2 năm 1991  |         | Brisocana  |
| 5  | TV | Lenson Bisili    | 19 tháng 5 năm 1990  |         | Marist     |
| 6  | HV | Moffat Sikwaae   | 30 tháng 6 năm 1990  |         | Makuru     |
| 7  | HV | James Egeta      | 10 tháng 8 năm 1990  |         | Marist     |
| 8  | TV | Francis Lafai    | 21 tháng 10 năm 1990 |         | Koloale    |
| 9  | TĐ | Micah Lea'alafa  | 1 tháng 6 năm 1991   |         | Kossa      |
| 10 | TĐ | Samuel Osifelo   | 15 tháng 3 năm 1991  |         | Kossa      |
| 11 | TĐ | Ron Ginio        | 24 tháng 2 năm 1990  |         | Kossa      |
| 12 | TV | Jack Wetney      | 4 tháng 3 năm 1990   |         | Kossa      |
| 13 | TĐ | Stanley Puairana | 24 tháng 8 năm 1990  |         | Brisocana  |
| 14 | TM | Alick Lioka      | 2 tháng 2 năm 1989   |         | Brisocana  |

## Bảng B

### Ý
Huấn luyện viên trưởng:  Alessandro Nuccorini
| Số | Vt | Cầu thủ             | Ngày sinh (tuổi)     | Số trận | Câu lạc bộ            |
| -- | -- | ------------------- | -------------------- | ------- | --------------------- |
| 1  | TM | Alexandre Feller    | 28 tháng 9 năm 1971  |         | Arzignano Grifo       |
| 2  | HV | Grana               | 26 tháng 8 năm 1979  |         | Lazio Colleferro      |
| 3  | HV | Pellegrini          | 16 tháng 12 năm 1975 |         | Luparense             |
| 4  | TV | Jocimar Jubanski    | 7 tháng 7 năm 1977   |         | Luparense             |
| 5  | TĐ | Clayton Baptistella | 7 tháng 12 năm 1983  |         | Arzignano Grifo       |
| 6  | TV | Edgar Bertoni       | 24 tháng 7 năm 1981  |         | Napoli Barrese        |
| 7  | TV | Marcio Forte        | 23 tháng 4 năm 1977  |         | Città di Montesilvano |
| 8  | TV | Saad Assis          | 26 tháng 10 năm 1979 |         | Barcelona Senseit     |
| 9  | HV | Fabiano             | 5 tháng 1 năm 1980   |         | Fisiomedia Manacor    |
| 10 | TĐ | Adriano Foglia      | 25 tháng 4 năm 1981  |         | Città di Montesilvano |
| 11 | TĐ | Morgado             | 19 tháng 6 năm 1981  |         | Città di Montesilvano |
| 12 | TM | Farina              | 28 tháng 5 năm 1973  |         | ElPozo Murcia         |
| 13 | TĐ | Sandro Zanetti      | 20 tháng 1 năm 1976  |         | Napoli Barrese        |
| 14 | HV | Patrick Nora        | 16 tháng 5 năm 1979  |         | Luparense             |

### Paraguay
Huấn luyện viên trưởng:  Rubén Subeldía
| Số | Vt | Cầu thủ             | Ngày sinh (tuổi)     | Số trận | Câu lạc bộ      |
| -- | -- | ------------------- | -------------------- | ------- | --------------- |
| 1  | TM | Mario Gazolli       | 26 tháng 10 năm 1986 |         | Napoli Barrese  |
| 2  | TV | Oscar Jara          | 30 tháng 1 năm 1981  |         | UAA             |
| 3  | TĐ | Fabio Alcaraz       | 7 tháng 1 năm 1982   |         | Napoli Barrese  |
| 4  | TĐ | Rodolfo Román       | 27 tháng 6 năm 1987  |         | Coronel Escurra |
| 5  | TĐ | Carlos Chilavert    | 5 tháng 8 năm 1976   |         | Napoli Barrese  |
| 6  | TĐ | José Luis Santander | 10 tháng 4 năm 1981  |         | UAA             |
| 7  | TV | Oscar Velázquez     | 26 tháng 5 năm 1984  |         | Ponzio Pescara  |
| 8  | TĐ | José Rotella        | 22 tháng 6 năm 1983  |         | Levinsson Roma  |
| 9  | TĐ | Robson Fernández    | 9 tháng 2 năm 1973   |         | Palmeiras       |
| 10 | TV | Walter Villalba     | 22 tháng 10 năm 1977 |         | Atletico Teramo |
| 11 | TV | Horacio Osorio      | 26 tháng 1 năm 1984  |         | UAA             |
| 12 | TM | Carlos Espínola     | 6 tháng 4 năm 1981   |         | UAA             |
| 13 | TM | Pedro Ortiz         | 5 tháng 3 năm 1983   |         | Coronel Escurra |
| 14 | TV | René Villalba       | 8 tháng 7 năm 1981   |         | Luparense       |

### Bồ Đào Nha
Huấn luyện viên trưởng:  Orlando Duarte
| Số | Vt | Cầu thủ       | Ngày sinh (tuổi)     | Số trận | Câu lạc bộ            |
| -- | -- | ------------- | -------------------- | ------- | --------------------- |
| 1  | TM | João Benedito | 7 tháng 10 năm 1978  |         | Sporting CP           |
| 2  | TV | Ricardinho    | 3 tháng 9 năm 1985   |         | Benfica               |
| 3  | TV | Marinho       | 30 tháng 3 năm 1985  |         | FJ Antunes            |
| 4  | TV | Pedro Costa   | 18 tháng 12 năm 1978 |         | Benfica               |
| 5  | HV | Bibi          | 28 tháng 5 năm 1980  |         | Sporting CP           |
| 6  | TV | Pedro Cary    | 10 tháng 5 năm 1984  |         | CF Belenenses         |
| 7  | TĐ | Cardinal      | 26 tháng 6 năm 1985  |         | AR Freixieiro         |
| 8  | TV | Israel        | 31 tháng 1 năm 1977  |         | Burela Pescados Rubén |
| 9  | HV | Gonçalo       | 1 tháng 7 năm 1977   |         | Benfica               |
| 10 | TV | Arnaldo       | 16 tháng 6 năm 1979  |         | Benfica               |
| 11 | TĐ | Leitão        | 3 tháng 1 năm 1981   |         | Lobelle de Santiago   |
| 12 | TM | Bébé          | 19 tháng 5 năm 1983  |         | Benfica               |
| 13 | TV | Jardel        | 9 tháng 11 năm 1979  |         | CF Belenenses         |
| 14 | TM | Cristiano     | 20 tháng 8 năm 1979  |         | Sporting CP           |

### Thái Lan
Huấn luyện viên trưởng:  Jose María Pazos
| Số | Vt | Cầu thủ                   | Ngày sinh (tuổi)     | Số trận | Câu lạc bộ         |
| -- | -- | ------------------------- | -------------------- | ------- | ------------------ |
| 1  | TM | Somkid Chuenta            | 5 tháng 10 năm 1978  |         | Aktobe BTA         |
| 2  | TM | Parinya Pandee            | 4 tháng 4 năm 1984   |         | TOT                |
| 3  | HV | Natthapon Suttiroj        | 27 tháng 1 năm 1983  |         | Chonburi Blue Wave |
| 4  | HV | Panuwat Janta             | 14 tháng 2 năm 1979  |         | Chonburi Blue Wave |
| 5  | TĐ | Lertchai Issarasuwipakorn | 2 tháng 11 năm 1982  |         | Chonburi Blue Wave |
| 6  | TV | Panomkorn Saisorn         | 31 tháng 12 năm 1981 |         | TOT                |
| 7  | TV | Anucha Munjarern          | 19 tháng 10 năm 1979 |         | CAT Telecom        |
| 8  | HV | Tanakorn Santanaprasit    | 11 tháng 6 năm 1979  |         | Royal Thai Navy    |
| 9  | TV | Prasert Innui             | 31 tháng 7 năm 1978  |         | Chonburi Blue Wave |
| 10 | TĐ | Ekkapong Suratsawang      | 27 tháng 6 năm 1986  |         | Chonburi Blue Wave |
| 11 | TĐ | Ekkapan Suratsawang       | 27 tháng 6 năm 1986  |         | Chonburi Blue Wave |
| 12 | TM | Surapong Tompa            | 25 tháng 11 năm 1978 |         | Royal Thai Navy    |
| 13 | HV | Sermphan Khumthinkaew     | 1 tháng 10 năm 1981  |         | TOT                |
| 14 | HV | Narongsak Khongkaew       | 17 tháng 1 năm 1979  |         | CAT Telecom        |

### Hoa Kỳ
Huấn luyện viên trưởng:  Keith Tozer
| Số | Vt | Cầu thủ         | Ngày sinh (tuổi)     | Số trận | Câu lạc bộ         |
| -- | -- | --------------- | -------------------- | ------- | ------------------ |
| 1  | TM | Nick Vorberg    | 10 tháng 2 năm 1975  |         | Milwaukee Wave     |
| 2  | HV | Joe Hammes      | 9 tháng 5 năm 1979   |         | Milwaukee Wave     |
| 3  | TĐ | Mike Apple      | 22 tháng 6 năm 1977  |         | Detroit Ignition   |
| 4  | TĐ | Jamar Beasley   | 11 tháng 10 năm 1979 |         | Detroit Ignition   |
| 5  | TV | Denison Cabral  | 26 tháng 1 năm 1974  |         | Baltimore Blast    |
| 6  | TV | Andy Rosenband  | 27 tháng 4 năm 1981  |         | Chicago Storm      |
| 7  | TV | Ptah Myers      | 25 tháng 5 năm 1982  |         | Philadelphia KiXX  |
| 8  | TĐ | Carlos Farias   | 15 tháng 5 năm 1976  |         | Chicago Storm      |
| 9  | TĐ | Andrew Jacobson | 25 tháng 9 năm 1985  |         | Philadelphia Union |
| 10 | TV | Sandre Naumoski | 3 tháng 7 năm 1979   |         | Philadelphia KiXX  |
| 11 | TV | Matthew Stewart | 17 tháng 9 năm 1976  |         | Chicago Storm      |
| 12 | TM | Jeff Richey     | 6 tháng 2 năm 1977   |         | Chicago Storm      |
| 13 | HV | Pat Morris      | 6 tháng 6 năm 1981   |         | Philadelphia KiXX  |
| 14 | TĐ | Brett Wiesner   | 12 tháng 5 năm 1983  |         | Milwaukee Wave     |

## Bảng C

### Argentina
Huấn luyện viên trưởng:  Sergio López
| Số | Vt | Cầu thủ            | Ngày sinh (tuổi)     | Số trận | Câu lạc bộ            |
| -- | -- | ------------------ | -------------------- | ------- | --------------------- |
| 1  | TM | Javier Guisande    | 15 tháng 12 năm 1975 |         | Boca Juniors          |
| 2  | HV | Leandro Planas     | 28 tháng 11 năm 1975 |         | Città di Montesilvano |
| 3  | HV | Sebastián Corazza  | 3 tháng 8 năm 1981   |         | Napoli Vesevo         |
| 4  | HV | Diego Giustozzi    | 1 tháng 8 năm 1978   |         | Caja Segovia          |
| 5  | HV | Carlos Sánchez     | 31 tháng 1 năm 1975  |         | Napoli Barrese        |
| 6  | TĐ | Fernando Wilhelm   | 5 tháng 4 năm 1982   |         | Arzignano Grifo       |
| 7  | TV | Maximiliano Rescia | 29 tháng 10 năm 1987 |         | Pinocho               |
| 8  | TV | Hernan Garcias     | 2 tháng 6 năm 1978   |         | Città di Montesilvano |
| 9  | TV | Matías Lucuix      | 20 tháng 11 năm 1985 |         | Caja Segovia          |
| 10 | TV | Marcelo Giménez    | 29 tháng 1 năm 1977  |         | Napoli Barrese        |
| 11 | TĐ | Esteban González   | 13 tháng 5 năm 1977  |         | Jorge Newberry        |
| 12 | TM | Santiago Elías     | 2 tháng 2 năm 1983   |         | Pinocho               |
| 13 | TĐ | Cristian Borruto   | 7 tháng 5 năm 1987   |         | Independiente         |
| 14 | TĐ | Martín Amas        | 25 tháng 10 năm 1984 |         | Ferro Carril Oeste    |

### Trung Quốc
Huấn luyện viên trưởng:  Farinha
| Số | Vt | Cầu thủ       | Ngày sinh (tuổi)     | Số trận | Câu lạc bộ                       |
| -- | -- | ------------- | -------------------- | ------- | -------------------------------- |
| 1  | TM | Zheng Tao     | 15 tháng 4 năm 1982  |         | Wuhan Dilong                     |
| 2  | HV | Liang Shuang  | 8 tháng 11 năm 1983  |         | Wuhan Dilong                     |
| 3  | HV | Wang Wei      | 19 tháng 10 năm 1983 |         | Wuhan Dilong                     |
| 4  | HV | Huang He      | 23 tháng 1 năm 1988  |         | UESTC                            |
| 5  | HV | Li Jian       | 9 tháng 2 năm 1982   |         | Shanghai Xufang                  |
| 6  | TĐ | Zhang Xi      | 22 tháng 1 năm 1983  |         | Wuhan Dilong                     |
| 7  | TV | Zhang Jiong   | 2 tháng 12 năm 1985  |         | Shanghai Xufang                  |
| 8  | TV | Liu Xinyi     | 27 tháng 5 năm 1985  |         | UESTC                            |
| 9  | TV | Zhang Xiao    | 20 tháng 8 năm 1985  |         | Beijing University of Technology |
| 10 | TV | Wu Zhuoxi     | 18 tháng 1 năm 1983  |         | Petrojet                         |
| 11 | TĐ | Chen Fangjing | 6 tháng 1 năm 1986   |         | Shanghai Xufang                  |
| 12 | TM | Li Xin        | 9 tháng 4 năm 1983   |         | Wuhan Dilong                     |
| 13 | TĐ | Hu Jie        | 13 tháng 3 năm 1987  |         | Wuhan Dilong                     |
| 14 | TĐ | Tian Lei      | 25 tháng 3 năm 1986  |         | Beijing University of Technology |

### Ai Cập
Huấn luyện viên trưởng:  Moafak El-Sayed
| Số | Vt | Cầu thủ             | Ngày sinh (tuổi)     | Số trận | Câu lạc bộ       |
| -- | -- | ------------------- | -------------------- | ------- | ---------------- |
| 1  | TM | Hema                | 28 tháng 5 năm 1975  |         | El Shams         |
| 2  | HV | Ahmed El-Agouz      | 21 tháng 5 năm 1978  |         | El Shams         |
| 3  | HV | Mohamed Roshdy      | 30 tháng 7 năm 1978  |         | El Shams         |
| 4  | TĐ | Adel Fathy          | 4 tháng 2 năm 1976   |         | Egypt Telecom    |
| 5  | HV | Ibrahim Bougy       | 18 tháng 3 năm 1987  |         | El Shams         |
| 6  | TĐ | Wael Abo El-Komsan  | 17 tháng 1 năm 1976  |         | Al-Rayyan        |
| 7  | HV | Ahmed Abou Serie    | 30 tháng 10 năm 1979 |         | Mit Oqba         |
| 8  | TV | Mizo                | 15 tháng 10 năm 1985 |         | El Shams         |
| 9  | TĐ | Sameh Saleh         | 19 tháng 8 năm 1980  |         | El Maqassa       |
| 10 | TV | Abdel-Hakim Mohamed | 19 tháng 4 năm 1978  |         | Police           |
| 11 | TĐ | Ramadan Samasry     | 11 tháng 7 năm 1982  |         | El Shams         |
| 12 | TM | Mohamed Sayed       | 16 tháng 12 năm 1976 |         | Police           |
| 13 | TV | Amr El-Malah        | 12 tháng 2 năm 1976  |         | El Shams         |
| 14 | TĐ | Ahmed Hussein       | 1 tháng 2 năm 1984   |         | Arab Contractors |

### Guatemala
Huấn luyện viên trưởng:  Carlos Estrada
| Số | Vt | Cầu thủ          | Ngày sinh (tuổi)     | Số trận | Câu lạc bộ       |
| -- | -- | ---------------- | -------------------- | ------- | ---------------- |
| 1  | TM | Carlos Mérida    | 27 tháng 3 năm 1978  |         | tháng 5,a de Oro |
| 2  | TM | Rafael Ortiz     | 1 tháng 9 năm 1984   |         | Forza Juvenil    |
| 3  | TĐ | Marlon Noj       | 13 tháng 10 năm 1976 |         | Glucosoral       |
| 4  | HV | José González    | 10 tháng 12 năm 1986 |         | Glucosoral       |
| 5  | TĐ | Manuel Aristondo | 26 tháng 2 năm 1982  |         | Glucosoral       |
| 6  | TĐ | Daniel Tejada    | 22 tháng 11 năm 1986 |         | tháng 5,a de Oro |
| 7  | TĐ | Jannick Ramírez  | 16 tháng 5 năm 1987  |         | tháng 5,a de Oro |
| 8  | TĐ | Reinaldo Rosales | 20 tháng 6 năm 1977  |         | Glucosoral       |
| 9  | TĐ | Carlos Estrada   | 11 tháng 12 năm 1982 |         | Glucosoral       |
| 10 | TV | Erick Acevedo    | 20 tháng 9 năm 1980  |         | Glucosoral       |
| 11 | TĐ | Luis Castro      | 27 tháng 12 năm 1984 |         | tháng 5,a de Oro |
| 12 | TM | William Ramírez  | 2 tháng 2 năm 1980   |         | Glucosoral       |
| 13 | HV | Estuardo de León | 6 tháng 7 năm 1977   |         | Glucosoral       |
| 14 | HV | Oliver López     | 2 tháng 2 năm 1979   |         | Glucosoral       |

### Ukraina
Huấn luyện viên trưởng:  Gennadiy Lisenchuk
| Số | Vt | Cầu thủ           | Ngày sinh (tuổi)     | Số trận | Câu lạc bộ             |
| -- | -- | ----------------- | -------------------- | ------- | ---------------------- |
| 1  | TM | Vladyslav Lysenko | 13 tháng 8 năm 1979  |         | Planeta-Most Kyiv      |
| 2  | HV | Mykhaylo Romanov  | 21 tháng 7 năm 1983  |         | Kontingent Zhytomyr    |
| 3  | HV | Roman Vakhula     | 13 tháng 7 năm 1985  |         | TVD Lviv               |
| 4  | TĐ | Dmytro Ivanov     | 15 tháng 12 năm 1985 |         | Mytischi Moscow        |
| 5  | HV | Yevgen Rogachov   | 30 tháng 8 năm 1983  |         | TVD Lviv               |
| 6  | TĐ | Ildar Makayev     | 18 tháng 8 năm 1982  |         | Taim Lviv              |
| 7  | TĐ | Sergiy Cheporniuk | 18 tháng 4 năm 1982  |         | Taim Lviv              |
| 8  | HV | Oleksandr Khursov | 1 tháng 6 năm 1981   |         | Enakievez Enakievo     |
| 9  | TĐ | Valeriy Zamyatin  | 5 tháng 1 năm 1979   |         | Enakievez Enakievo     |
| 10 | TĐ | Valeriy Legchanov | 13 tháng 2 năm 1980  |         | Energy Lviv            |
| 11 | TĐ | Dmytro Silchenko  | 7 tháng 10 năm 1982  |         | TVD Lviv               |
| 12 | TM | Yevgen Ivanyak    | 28 tháng 9 năm 1982  |         | Taim Lviv              |
| 13 | HV | Fedir Pylypiv     | 8 tháng 2 năm 1978   |         | Urahan Ivano-Frankivsk |
| 14 | TĐ | Sergiy Zhurba     | 14 tháng 3 năm 1987  |         | Lugansk                |

## Bảng D

### Cộng hòa Séc
Huấn luyện viên trưởng:  Tomáš Neumann
| Số | Vt | Cầu thủ        | Ngày sinh (tuổi)     | Số trận | Câu lạc bộ            |
| -- | -- | -------------- | -------------------- | ------- | --------------------- |
| 1  | TM | Tomáš Meller   | 11 tháng 11 năm 1975 |         | Era-Pack Chrudim      |
| 2  | HV | David Cupák    | 27 tháng 5 năm 1989  |         | Helas Brno            |
| 3  | HV | Jiří Novotný   | 12 tháng 7 năm 1988  |         | Eco Investment Prague |
| 4  | TĐ | David Filinger | 12 tháng 1 năm 1978  |         | Benago Prague         |
| 5  | HV | Tomáš Sluka    | 19 tháng 5 năm 1978  |         | Era-Pack Chrudim      |
| 6  | TĐ | Roman Mareš    | 15 tháng 3 năm 1975  |         | Era-Pack Chrudim      |
| 7  | TĐ | Martin Dlouhý  | 3 tháng 3 năm 1975   |         | Eco Investment Prague |
| 8  | TĐ | Marek Kopecký  | 19 tháng 2 năm 1977  |         | Era-Pack Chrudim      |
| 9  | HV | David Frič     | 17 tháng 2 năm 1983  |         | Eco Investment Prague |
| 10 | TĐ | Lukáš Rešetár  | 21 tháng 3 năm 1984  |         | Era-Pack Chrudim      |
| 11 | HV | Michal Mareš   | 28 tháng 4 năm 1976  |         | Era-Pack Chrudim      |
| 12 | TM | Libor Gerčák   | 22 tháng 7 năm 1975  |         | Vysoke Myto           |
| 13 | TĐ | Zdeněk Sláma   | 28 tháng 12 năm 1982 |         | Eco Investment Prague |
| 14 | HV | Jan Janovský   | 20 tháng 6 năm 1985  |         | Jango Katowice        |

### Iran
Huấn luyện viên trưởng:  Hossein Shams
| Số | Vt | Cầu thủ                 | Ngày sinh (tuổi)     | Số trận | Câu lạc bộ               |
| -- | -- | ----------------------- | -------------------- | ------- | ------------------------ |
| 1  | TM | Asghar Ghahremani       | 6 tháng 3 năm 1972   |         | Shahr Aftab Tehran       |
| 2  | TV | Morteza Azimaei         | 11 tháng 9 năm 1982  |         | Rah Sari                 |
| 3  | TĐ | Mohammad Taheri         | 2 tháng 5 năm 1985   |         | Shahid Mansouri Gharchak |
| 4  | HV | Mohammad Keshavarz      | 5 tháng 7 năm 1982   |         | Shahid Mansouri Gharchak |
| 5  | TV | Mohammad Hashemzadeh    | 20 tháng 1 năm 1977  |         | Foolad Mahan Isfahan     |
| 6  | TĐ | Javad Asghari Moghaddam | 12 tháng 8 năm 1979  |         | Foolad Mahan Isfahan     |
| 7  | TV | Ali Asghar Hassanzadeh  | 2 tháng 11 năm 1987  |         | Eram Kish Qom            |
| 8  | TV | Mostafa Tayyebi         | 9 tháng 6 năm 1987   |         | Elmo Adab Mashhad        |
| 9  | TĐ | Vahid Shamsaei          | 21 tháng 9 năm 1975  |         | Foolad Mahan Isfahan     |
| 10 | HV | Majid Latifi            | 21 tháng 3 năm 1981  |         | Eram Kish Qom            |
| 11 | TĐ | Ebrahim Masoudi         | 16 tháng 8 năm 1982  |         | Tam Iran Khodro          |
| 12 | TM | Mostafa Nazari          | 11 tháng 12 năm 1982 |         | Eram Kish Qom            |
| 13 | TĐ | Masoud Daneshvar        | 30 tháng 1 năm 1988  |         | Sadra Shiraz             |
| 14 | TM | Hamid Reza Abrarinia    | 29 tháng 9 năm 1978  |         | Foolad Mahan Isfahan     |

### Libya
Huấn luyện viên trưởng:  Mato Stanković
| Số | Vt | Cầu thủ              | Ngày sinh (tuổi)     | Số trận | Câu lạc bộ           |
| -- | -- | -------------------- | -------------------- | ------- | -------------------- |
| 1  | TM | Fatah Masoud         | 24 tháng 9 năm 1989  |         | không có câu lạc bộn |
| 2  | HV | Yousef Mohammed      | 3 tháng 12 năm 1982  |         | không có câu lạc bộ  |
| 3  | TĐ | Abdul-Wahed Mohammed | 30 tháng 7 năm 1977  |         | không có câu lạc bộ  |
| 4  | TĐ | Nagi El-Tomi         | 23 tháng 10 năm 1977 |         | không có câu lạc bộ  |
| 5  | TV | Fathi Al-Khoga       | 8 tháng 5 năm 1984   |         | không có câu lạc bộ  |
| 6  | HV | Rabie El-Hoti        | 19 tháng 6 năm 1985  |         | không có câu lạc bộ  |
| 7  | TV | Hamdi Ismail         | 17 tháng 1 năm 1984  |         | không có câu lạc bộ  |
| 8  | TV | Nabil Omran          | 31 tháng 1 năm 1981  |         | không có câu lạc bộ  |
| 9  | HV | Mohammed Shahout     | 2 tháng 5 năm 1982   |         | không có câu lạc bộ  |
| 10 | TĐ | Mohammed Rahoma      | 5 tháng 5 năm 1984   |         | không có câu lạc bộ  |
| 12 | TM | Mohammed Al-Sharif   | 15 tháng 3 năm 1985  |         | không có câu lạc bộ  |
| 13 | TM | Akrem El-Twati       | 23 tháng 3 năm 1985  |         | không có câu lạc bộ  |
| 14 | TV | Mohamed Suleiman     | 27 tháng 9 năm 1988  |         | không có câu lạc bộ  |

### Tây Ban Nha
Huấn luyện viên trưởng:  Venancio López
| Số | Vt | Cầu thủ        | Ngày sinh (tuổi)     | Số trận | Câu lạc bộ        |
| -- | -- | -------------- | -------------------- | ------- | ----------------- |
| 1  | TM | Luis Amado     | 4 tháng 5 năm 1976   |         | Inter Movistar    |
| 2  | HV | Ortiz          | 3 tháng 10 năm 1983  |         | Inter Movistar    |
| 3  | HV | Javi Eseverri  | 28 tháng 8 năm 1977  |         | MRA Navarra       |
| 4  | HV | Torras         | 24 tháng 9 năm 1980  |         | Inter Movistar    |
| 5  | TV | Fernandao      | 16 tháng 8 năm 1980  |         | Barcelona Senseit |
| 6  | TĐ | Álvaro         | 29 tháng 9 năm 1977  |         | ElPozo Murcia     |
| 7  | TĐ | Javi Rodríguez | 26 tháng 3 năm 1974  |         | Barcelona Senseit |
| 8  | HV | Kike           | 4 tháng 5 năm 1978   |         | ElPozo Murcia     |
| 9  | TĐ | Andreu         | 24 tháng 2 năm 1975  |         | Caja Segovia      |
| 10 | TĐ | Borja          | 16 tháng 11 năm 1984 |         | Inter Movistar    |
| 11 | TV | Marcelo        | 11 tháng 1 năm 1974  |         | ElPozo Murcia     |
| 12 | TM | Juanjo         | 19 tháng 8 năm 1985  |         | ElPozo Murcia     |
| 13 | TM | Cristian       | 27 tháng 8 năm 1982  |         | Barcelona Senseit |
| 14 | TĐ | Daniel         | 6 tháng 7 năm 1976   |         | Inter Movistar    |

### Uruguay
Huấn luyện viên trưởng:  Gustavo Sánchez
| Số | Vt | Cầu thủ            | Ngày sinh (tuổi)     | Số trận | Câu lạc bộ     |
| -- | -- | ------------------ | -------------------- | ------- | -------------- |
| 1  | TM | Diego Codina       | 31 tháng 1 năm 1980  |         | Nacional       |
| 2  | HV | Pablo Lanza        | 1 tháng 8 năm 1986   |         | Nacional       |
| 3  | TĐ | Jorge Rodríguez    | 15 tháng 12 năm 1984 |         | Nacional       |
| 4  | TĐ | Mauro Ruiz         | 14 tháng 11 năm 1988 |         | Nacional       |
| 5  | TĐ | Bernardo Rodríguez | 8 tháng 8 năm 1981   |         | Old Christians |
| 6  | TĐ | Daniel Laurino     | 14 tháng 4 năm 1989  |         | ElPozo Murcia  |
| 7  | HV | Jorge Sena         | 15 tháng 12 năm 1980 |         | Nacional       |
| 8  | TV | Diego Garrido      | 26 tháng 12 năm 1984 |         | Nacional       |
| 9  | HV | Juan Custódio      | 15 tháng 11 năm 1985 |         | Nacional       |
| 10 | TĐ | Mincho             | 27 tháng 12 năm 1983 |         | Rio Branco     |
| 11 | HV | Richard Catardo    | 15 tháng 12 năm 1988 |         | Peñarol        |
| 12 | TM | Pablo Ferragut     | 21 tháng 11 năm 1983 |         | Victoria       |
| 13 | HV | Walter Rodríguez   | 24 tháng 12 năm 1986 |         | Old Christians |
| 14 | HV | Sebá               | 22 tháng 11 năm 1978 |         | Peñarol        |